# Bofrost Cup on Ice de 2004
Bofrost Cup on Ice de 2004 foi a décima oitava edição da competição, um evento anual de patinação artística no gelo organizado pela Deutsche Eislauf-Union. A competição foi disputada entre os dias 26 de novembro e 28 de novembro, na cidade de Gelsenkirchen, Alemanha.

## Eventos
- Individual masculino
- Individual feminino
- Duplas
- Dança no gelo

## Medalhistas
| Evento                        | Ouro                                            | Prata                                            | Bronze                                   |
| Individual masculino detalhes | Stefan Lindemann · Alemanha                     | Ben Ferreira · Canadá                            | Matthew Savoie · Estados Unidos          |
| Individual feminino detalhes  | Jane Bugaeva · Estados Unidos                   | Constanze Paulinus · Alemanha                    | Annie Bellemare · Canadá                 |
| Duplas detalhes               | Viktoria Borzenkova · Andrei Chuvilaev · Rússia | Valérie Marcoux · Craig Buntin · Canadá          | Rebecca Handke · Daniel Wende · Alemanha |
| Dança no gelo detalhes        | Albena Denkova · Maxim Staviski · Bulgária      | Isabelle Delobel · Olivier Schoenfelder · França | Ekaterina Rubleva · Ivan Shefer · Rússia |

## Resultados

### Individual masculino
| Pos.              | Nome             | Nacionalidade  | Pontos | PC        | PL         |
| ----------------- | ---------------- | -------------- | ------ | --------- | ---------- |
| Medalha de ouro   | Stefan Lindemann | Alemanha       | 157.92 | 36.61 (1) | 121.31 (1) |
| Medalha de prata  | Ben Ferreira     | Canadá         | 147.41 | 26.57 (2) | 120.84 (2) |
| Medalha de bronze | Matthew Savoie   | Estados Unidos | 143.20 | 25.83 (3) | 117.37 (3) |
| 4                 | Samuel Contesti  | França         | 127.83 | 25.10 (4) | 102.73 (5) |
| 5                 | Stanick Jeanette | França         | 121.27 | 13.70 (6) | 107.57 (4) |
| 6                 | Silvio Smalun    | Alemanha       | 108.19 | 19.23 (5) | 88.96 (6)  |

### Individual feminino
| Pos.              | Nome               | Nacionalidade  | Pontos | PC        | PL        |
| ----------------- | ------------------ | -------------- | ------ | --------- | --------- |
| Medalha de ouro   | Jane Bugaeva       | Estados Unidos | 120.16 | 32.76 (2) | 87.40 (1) |
| Medalha de prata  | Constanze Paulinus | Alemanha       | 109.29 | 28.16 (3) | 81.13 (2) |
| Medalha de bronze | Annie Bellemare    | Canadá         | 107.97 | 33.40 (1) | 74.57 (3) |
| 4                 | Kristin Wieczorek  | Alemanha       | 92.74  | 21.50 (5) | 71.24 (4) |
| 5                 | Denise Zimmermann  | Alemanha       | 86.15  | 21.64 (4) | 64.51 (5) |

### Duplas
| Pos.              | Nome                                   | Nacionalidade  | Pontos | PC        | PL         |
| ----------------- | -------------------------------------- | -------------- | ------ | --------- | ---------- |
| Medalha de ouro   | Viktoria Borzenkova / Andrei Chuvilaev | Rússia         | 141.12 | 32.33 (1) | 108.79 (1) |
| Medalha de prata  | Valérie Marcoux / Craig Buntin         | Canadá         | 126.00 | 30.43 (2) | 95.57 (2)  |
| Medalha de bronze | Rebecca Handke / Daniel Wende          | Alemanha       | 122.40 | 28.10 (3) | 94.30 (3)  |
| 4                 | Eva-Maria Fitze / Rico Rex             | Alemanha       | 103.70 | 25.40 (4) | 78.30 (6)  |
| 5                 | Nicole Nönnig / Matthias Bleyer        | Alemanha       | 98.84  | 17.00 (5) | 81.84 (4)  |
| 6                 | Marcy Hinzmann / Aaron Parchem         | Estados Unidos | 96.54  | 16.57 (6) | 79.97 (5)  |

### Dança no gelo
| Pos.              | Nome                                    | Nacionalidade  | Pontos | DO        | DL         |
| ----------------- | --------------------------------------- | -------------- | ------ | --------- | ---------- |
| Medalha de ouro   | Albena Denkova / Maxim Staviski         | Bulgária       | 167.28 | 62.03 (1) | 105.25 (1) |
| Medalha de prata  | Isabelle Delobel / Olivier Schoenfelder | França         | 163.96 | 60.33 (2) | 103.63 (2) |
| Medalha de bronze | Ekaterina Rubleva / Ivan Shefer         | Rússia         | 137.85 | 49.05 (4) | 88.80 (3)  |
| 4                 | Megan Wing / Aaron Lowe                 | Canadá         | 136.80 | 49.27 (3) | 87.53 (4)  |
| 5                 | Pamela O'Connor / Jonathon O'Dougherty  | Reino Unido    | 130.92 | 48.55 (5) | 82.37 (5)  |
| 6                 | Christina Beier / William Beier         | Alemanha       | 122.30 | 43.70 (6) | 78.60 (6)  |
| 7                 | Kate Slattery / Chuen Gun Lee           | Estados Unidos | 111.81 | 43.22 (7) | 68.59 (7)  |
| 8                 | Judith Haunstetter / Arne Hönlein       | Alemanha       | 104.56 | 38.43 (8) | 66.13 (8)  |

## Quadro de medalhas
| Ordem | País           | Medalha de ouro | Medalha de prata | Medalha de bronze |    | Ordem por total |
| ----- | -------------- | --------------- | ---------------- | ----------------- | -- | --------------- |
| 1     | Alemanha       | 1               | 1                | 1                 | 3  | 1               |
| 2     | Estados Unidos | 1               |                  | 1                 | 2  | 3               |
| 2     | Rússia         | 1               |                  | 1                 | 2  | 3               |
| 4     | Bulgária       | 1               |                  |                   | 1  | 5               |
| 5     | Canadá         |                 | 2                | 1                 | 3  | 1               |
| 6     | França         |                 | 1                |                   | 1  | 5               |
| TOTAL | TOTAL          | 4               | 4                | 4                 | 12 | —               |